# Frank Mußmann
Frank Georg Gustav Mußmann (* 12. September 1943 in Żytkiejmy (Wehrkirchen), Ostpreußen) ist ein deutscher Verwaltungsjurist. Er war Präsident der Hochschule für Gestaltung in Offenbach am Main.

## Leben und Wirken
Mußmann wuchs in Frankfurt am Main auf, wohin seine Familie nach dem Krieg floh. Nach dem Abitur 1963 studierte er an der Universität Frankfurt am Main bis 1969 Jura. Nach Referendariat und zweitem Staatsexamen arbeitet er von 1974 bis 1979 in der Rechtsabteilung der Frankfurter Universität und wirkte unter anderem am neuen Zuschnitt der Fachbereiche mit. Anschließend ging er ins Bundesministerium für Forschung und Technologie nach  Bonn und wechselte 1980 als Kanzler an die Hochschule für Gestaltung nach Offenbach am Main. 1988 bestellte ihn Hilmar Hoffmann, der Frankfurter Kulturdezernent, zum Leiter des Amtes für Wissenschaft und Kunst der Stadt Frankfurt. Hier erwarb er sich Kenntnisse der „Haushalts- und Steuerungstechniken in der Verwaltung – der allgemeinen Budgetierung und der zentralen Ressourcenverantwortung“. Mußmann war im Amt für die Verwaltung und Koordination aller Museen und die Vergabe aller Subventionen zuständig, er konzipierte zahlreiche eigene Veranstaltungen.
Mit großer Mehrheit wurde Mußmann 2000 vom Konvent der Hochschule für Gestaltung Offenbach, als Nachfolger von Wolfgang Luy, zum Präsidenten der Hochschule gewählt. In seine Amtszeit fielen der Bau des Westflügels, die Sanierung des Hauptgebäudes und Kooperationsprojekte mit Partnern. Das Amt bekleidete er bis zu seinem Ruhestand 2006, sein Nachfolger als Hochschulpräsident wurde Bernd Kracke. Seit 1985 ist Mußmann ehrenamtlicher Vorsitzender der „Lebenshilfe Frankfurt“, die sich für die Belange von Menschen mit geistiger Behinderung einsetzt.

## Schriften
- Rechtsprobleme der Studienberatung unter besonderer Berücksichtigung der Haftungsfrage: ein Gutachten. Im Auftrag des Hessischen Kultusministers im Rahmen des vom Bundesminister für Bildung und Wissenschaft und dem Land Hessen geförderten Modellversuchs: Entwicklung eines Kooperationssystems Studienberatung auf regionaler und lokaler Ebene, 1974

## Ehrungen
- 2008: Bundesverdienstkreuz am Bande des Verdienstordens der Bundesrepublik Deutschland
- 2013: Goldenen Ehrennadel der Deutschen Lebenshilfe